# Westfälischer Bauer
Westfälischer Bauer war eine deutsche Agrarzeitschrift und das Organ des Westfälischen Bauernvereins. 

## Geschichte
Erster Chefredakteur und Herausgeber war der Mitbegründer des Westfälischen Bauernvereins Johann Breuker, der das Blatt bis zu seinem Tod im Jahr 1885 führte. Bis 1874 wurde der Westfälische Bauer von der Druckerei Drecker in Dorsten gedruckt. Ab April 1874 wurde er in Münster, wo sich der Hauptsitzes des Westfälischen Bauernvereins befand, und ab 1894 dort bei „Der Westfale“, Verlag und Druckerei, in Kommission verlegt.
In der Gründungszeit wurden sowohl der Westfälische Bauernverein als auch das Vereinsorgan Westfälischer Bauer im Zuge des Kulturkampfes von der Obrigkeit des protestantisch-preußisch geprägten Kaiserreichs während der Regierungszeit von Otto von Bismarck als potenziell staatsfeindliche Organisation überwacht. Gegen den Chefredakteur Johann Breuker, der 1870 ein Mitunterzeichner des Soester Programms der Zentrumspartei war, gab es Anklagen wegen Pressevergehen und er verbüßte eine Haftstrafe.
Der Westfälische Bauer erschien zunächst wöchentlich, dann ein- beziehungsweise zweimal monatlich und hatte das Format 22 × 13,5 cm.
Im Jahr 1902 hatte er eine Auflage von 27.500 Exemplaren und kostete 3 Mark, für Vereinsmitglieder war er kostenlos.
Mit der Gleichschaltung des Westfälischen Bauernvereins durch die Nationalsozialisten am 13. September 1933 wurde der Westfälische Bauer in die Zeitschrift des Reichsnährstandes Westfälischer Bauerstand eingegliedert und war damit aufgelöst.